# De verhalen van Oom Wim
De verhalen van Oom Wim (“Les Belles Histoires de l’ Oncle Paul”) was een Belgische educatieve stripreeks die tussen 1951 en 1982 in het weekblad Robbedoes werd gepubliceerd. De serie werd oorspronkelijk geschreven en getekend door Jean-Michel Charlier en Eddy Paape, maar werd in de loop der decennia door verschillende scenaristen en tekenaars gemaakt.

## Concept
De serie bestaat uit verschillende kortverhalen rond het leven van historische figuren. Alle verhalen worden ingeleid en afgesloten door Oom Wim. In de eerste verhalen zag Oom Wim zijn neefjes iets dwaas doen of zeggen en vertelde hen dan een toepasselijke geschiedkundige vertelling, bedoeld als zedenlesje. In latere afleveringen verscheen hij gewoon kort even zelf in beeld aan het begin en einde van elk verhaal, zonder zijn neefjes. De figuur was ontworpen door Eddy Paape en was geïnspireerd op uitgever Paul Dupuis. Oom Wim werd steevast afgebeeld met een pijp en een strikje.

## Geschiedenis
De strip debuteerde in nr. 668 van "Spirou" in 1951. De eerste reeks werd geschreven door Eddy Paape en Jean-Michel Charlier. Later werd Octave Joly de vaste scenarist. In de loop der jaren werkten verschillende bekende tekenaars aan de serie, waaronder René Follet, Dino Attanasio, Jean Graton, Mitacq, Fred Funcken en Liliane Funcken, J.M. Cicuéndez, Gérald Forton, Édouard Aidans. Hermann maakte er in 1965 zijn debuut voor het grote publiek. De strip diende vaak als testbank voor beginnende striptekenaars, vaak uit de stal van publiciteitsfirma World Press van Georges Troisfontaines. Aanvankelijk werkten de tekenaars ook anoniem, zonder hun werk te kunnen signeren.
Tijdens de jaren 50 en 60 werden er regelmatig verhalen gepubliceerd, maar vanaf de jaren 70 werden nieuwe episodes zeldzamer. In 1982 werd de reeks definitief stopgezet. De verhalen werden later gebundeld in 12 verschillende albums, onder de titel "Les Histoires Vraies de l’ Oncle Paul".

## Parodie
Vanwege de oubollige en clichématige stijl werd de reeks ook vaak gepersifleerd, onder meer door Yves Chaland, Will, Frank Pé, Dany, Serge Clerc en Philippe Bercovici. In Nederland hebben René Windig en Eddy De Jong diverse parodieën op de strip gemaakt.